# Ashot Ghulyan
Ashot Ghulyan (Khndzristan, 19 agosto 1965) è un politico karabakho.
È stato presidente dell'Assemblea nazionale dell'Artsakh, in carica dal 2005, rieletto nel 2010 e nel 2015 fino al 2020, nonché leader del Partito Democratico dell'Artsakh.

## Biografia
Nato a Khndzristan, un piccolo villaggio della regione di Askeran nell'allora Oblast' autonoma del Nagorno Karabakh si è laureato nel 1990 in storia presso l'Istituto pedagogico di Stepanakert e nel 1992 ha cominciato a lavorare nella commissione relazioni estere del soviet supremo del Nagorno Karabakh per poi diventare nel settembre dell'anno seguente assistente del presidente del soviet stesso.
Nel gennaio 1995 viene nominato capo del dipartimento per le relazioni bilaterali e con la diaspora del Ministero degli affari esteri; nel 1998 è vice ministro degli affari esteri, incarico che lascerà nel giugno 2001 in quanto eletto co-presidente del Partito Democratico dell'Artsakh.
Nell'ottobre 2002 è nominato ministro degli affari esteri, incarico ricoperto fino al dicembre 2004 allorché passa al dicastero dell'educazione, cultura e sport.
A gennaio 2005 è eletto presidente del Partito Democratico. Nel giugno seguente, alle elezioni parlamentari è eletto deputato e quindi presidente dell'Assemblea nazionale..
L'incarico viene confermato dopo le elezioni successive, nel 2010 e nel 2015.
Ashot Ghulyan (anche  Ghulian o  Ghoulyan) ha il titolo di "inviato straordinario e ministro plenipotenziario" ed è stato insignito della decorazione di san Gregorio Illuminatore (surp Grigor Lusavorich).
Si è candidato per le elezioni generali in Artsakh del 2020 per la carica di presidente della repubblica.
È sposato ed ha tre figli.